# Benoît Peeters

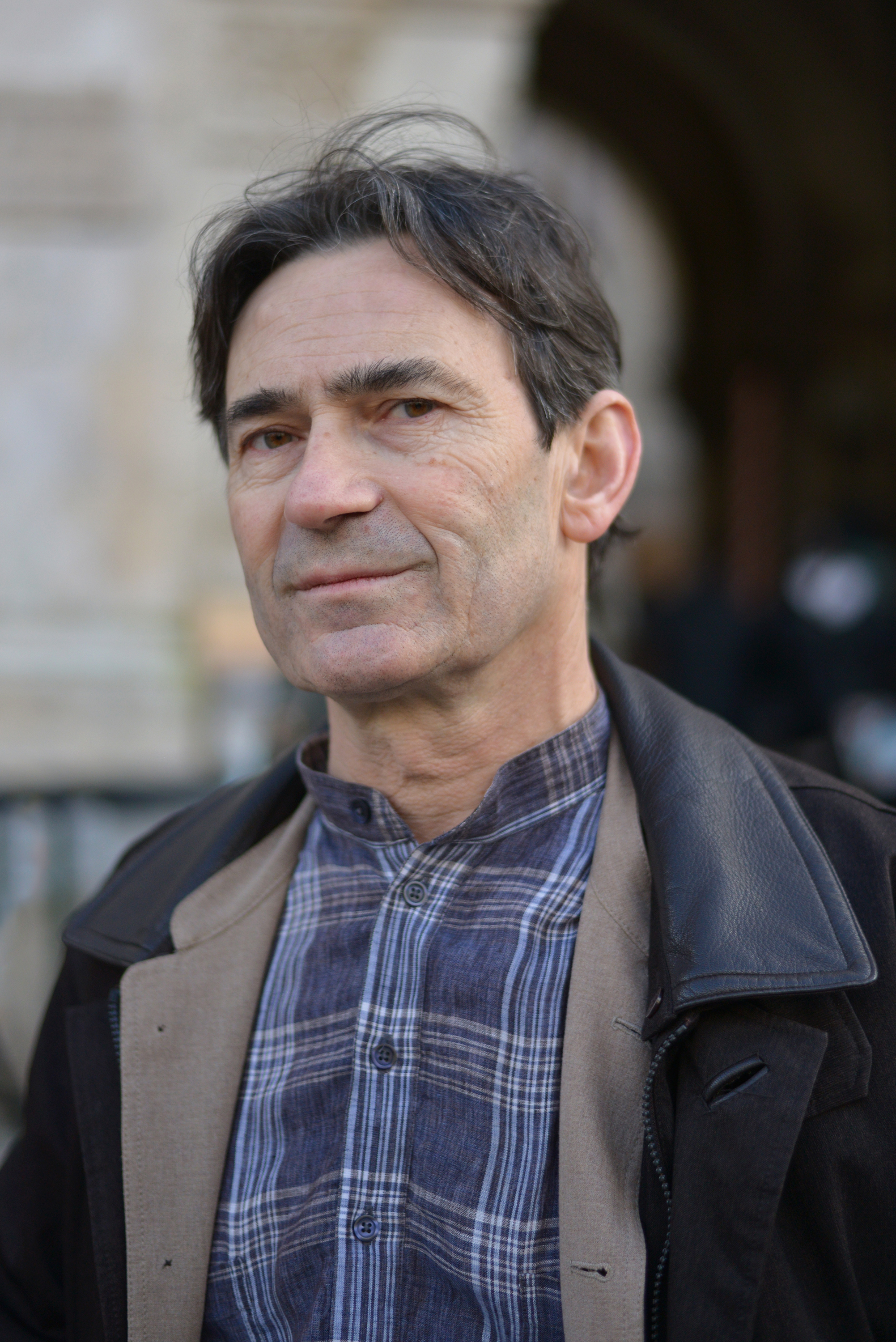
Benoît Peeters (2015)

Benoît Peeters (* 28. August 1956 in Paris) ist ein französischer Autor von Comic-Szenarien, Essays, Romanen, Sachbüchern und Hörspielen. Seit 1978 lebt er in Belgien.

## Leben
Mit François Schuiten arbeitet Peeters seit 1983 an der Serie Die geheimnisvollen Städte, die ihn auch außerhalb Belgiens bekannt machte. In einer fiktiven Parallelwelt beherrschen Städte mit außergewöhnlicher Architektur die Szene und die Handlungen der jeweiligen Figuren. Bis 2010 erschienen 13 Alben. Mit Frédéric Boilet arbeitete er an Love Hotel, auch mit Anne Baltus und Alain Goffin gab es gemeinsame Projekte. Er schrieb zudem einige Bücher über Comicautoren, darunter 1983 Le monde d’Hergé (deutscher Titel: Hergé – Ein Leben für die Comics), eine Biographie und Werkbeschreibung des Comiczeichners Hergé.
Für den Fernsehsender ARTE entwickelte er 2005 eine Dokumentationsserie, die in jeder Folge einen Comiczeichner und sein Werk porträtierte. 2010 veröffentlichte er „eine diskrete, informative Biographie“ über den Philosophen Jacques Derrida, „die erste grosse Biografie über Derrida“.

## Auszeichnungen
- 1998 Max-und-Moritz-Preis, Spezialpreis der Jury für Die geheimnisvollen Städte

## Werke
- Hergé – Ein Leben für die Comics (übersetzt von Jens Peder Agger). Carlsen, Reinbek bei Hamburg 1983, ISBN 3-551-02819-2.
- Recht auf Einsicht (übersetzt von Michael Wetzel). Böhlau, Graz/Wien 1985, ISBN 3-205-01303-4.
- mit Marie-Françoise Plissart: Eben jetzt. Arboris, 1993, ISBN 90-344-0329-7.
- Trois ans avec Derrida. Les carnets d’un biographe. Éditions Flammarion, Paris 2010, ISBN 978-2-0812-1408-8.
- Derrida. Éditions Flammarion, Paris 2010, ISBN 978-2-0812-1407-1 (deutsch als Jacques Derrida – Eine Biographie. Suhrkamp, 2013, ISBN 978-3-518-42340-0).